# M15 (astronomia)
M 15 (noto anche come, NGC 7078) è un ammasso globulare situato nella costellazione di Pegaso, al limite della visibilità all'occhio nudo; è uno degli ammassi più densi della Via Lattea.

## Osservazione

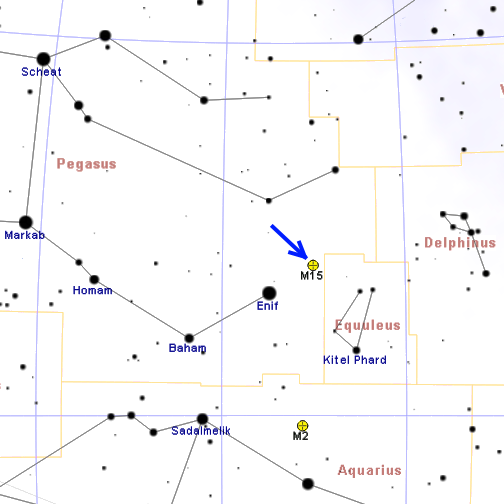
Mappa per individuare M15.

Per localizzare M15 basta prolungare l'asse Baham (θ Pegasi) - Enif (ε Pegasi) di 4° verso NE. La magnitudine dell'ammasso, pari a 6,2, permette di localizzarlo anche con un semplice binocolo, con cui appare di aspetto nebuloso; un telescopio di 200 mm di diametro permette di risolvere la periferia dell'ammasso in stelle, ma non il nucleo. Con strumenti da 350 mm o più, è possibile vedere la nebulosa planetaria Pease 1, se si prende una fotografia a lunga posa.
M15 può essere osservato con facilità da entrambi gli emisferi terrestri, grazie al fatto che la sua declinazione non è eccessivamente settentrionale; dalle regioni boreali è maggiormente osservabile e si presenta estremamente alto nel cielo nelle notti d'estate, mentre dall'emisfero australe resta sempre mediamente più basso, ad eccezione delle aree prossime all'equatore. È comunque visibile da tutte le aree abitate della Terra. Il periodo migliore per la sua osservazione nel cielo serale è quello compreso fra luglio e dicembre.

## Storia delle osservazioni
L'ammasso è stato scoperto da Giovanni Domenico Maraldi nel 1746 mentre cercava la cometa di De Cheseaux: la descrisse come una stella diffusa composta da più stelle. Nel 1760 Charles Messier lo inserì nel suo catalogo descrivendolo, come la maggior parte degli oggetti da lui catalogati, una "nebulosa senza stelle". L'ammasso venne risolto in stelle da William Herschel nel 1783. Nel 1927, delle foto prese dall'Osservatorio di Monte Wilson permisero di scoprire al suo interno una nebulosa planetaria, ora denominata Pease 1.

## Caratteristiche
L'ammasso è uno dei più densi conosciuti: il suo nucleo ha subito una contrazione in passato, forse a causa di un buco nero; questo collasso del nucleo è stato osservato anche in altri ammassi, come M30. L'ammasso contiene molte stelle variabili, ben 110, che hanno permesso di stimare una distanza pari a 33.600 anni luce. Molte di queste sono del tipo RR Lyrae, ma è nota anche una variabile Cefeide.
L'ammasso accoglie anche un notevole numero di pulsar e di stelle di neutroni, resti di stelle massive "morte" durante la giovinezza dell'ammasso; inoltre, è uno dei pochi ammassi a contenere una nebulosa planetaria, Pease 1, nella sua periferia. Il satellite SAS-3 nel 1974 fu il primo a individuare una sorgente di raggi X all'interno dell'ammasso.

### Libri
- (EN) Stephen James O'Meara, Deep Sky Companions: The Messier Objects, Cambridge University Press, 1998, ISBN 0-521-55332-6.

### Carte celesti
- Toshimi Taki, Taki's 8.5 Magnitude Star Atlas, su geocities.jp, 2005. URL consultato il 7 novembre 2010 (archiviato dall'url originale il 5 novembre 2018). - Atlante celeste liberamente scaricabile in formato PDF.
- Tirion, Rappaport, Lovi, Uranometria 2000.0 - Volume I - The Northern Hemisphere to -6°, Richmond, Virginia, USA, Willmann-Bell, inc., 1987, ISBN 0-943396-14-X.
- Tirion, Sinnott, Sky Atlas 2000.0 - Second Edition, Cambridge, USA, Cambridge University Press, 1998, ISBN 0-933346-90-5.
- Tirion, The Cambridge Star Atlas 2000.0, 3ª ed., Cambridge, USA, Cambridge University Press, 2001, ISBN 0-521-80084-6.